# Note (上白石萌音のアルバム)
『note』（ノート）は、上白石萌音の5枚目のアルバムであり、3枚目のオリジナル・アルバム。本作が初のフルアルバム。2020年8月26日にユニバーサルミュージックから発売。2020年12月23日には高音質のデラックスエディション『note book』が発売される。2024年12月4日にアナログレコード版が発売される。

## 収録曲
1. 白い泥 (3:41)
作詞作曲:橋本絵莉子
編曲:清水俊也
2. 土砂降り (3:35)
作詞:爽
作曲・編曲:宗本康兵
3. 永遠はきらい[3] (4:09)
作詞:YUKI
作曲・編曲:n-buna
4. From The Seeds (3:32)
作詞:松尾レミ（GLIM SPANKY）
作曲:GLIM SPANKY
編曲:亀本寛貴（GLIM SPANKY）
5. あくび (5:15)
作詞: 上白石萌音
作曲・編曲:遠山哲郎
6. スターチス (4:36)
作詞・作曲・編曲:大浜健悟
7. 夜明けをくちずさめたら（note ver.） (4:46)
作詞・作曲:水野良樹
編曲:宗本康兵
8. ハッピーエンド [4][5] （＋内澤崇仁）(4:50)
作詞・作曲・編曲:内澤崇仁（androp） 
  - 映画『L♡DK ひとつ屋根の下、「スキ」がふたつ。』主題歌
9. Little Birds (4:33)
作詞: micca
作曲:大橋好規
編曲:大橋好規、武嶋聡
10. 一縷 (4:28)
作詞・作曲・編曲:野田洋次郎

## 初回限定盤
ディスク2（DVD）　合計収録時間　1時間13分26秒
1. 白い泥(ミュージックビデオ)
2. 白い泥(メイキング映像)
3. From The Seeds(ミュージックビデオ)
4. From The Seeds(メイキング映像)
5. 一縷(ミュージックビデオ(上白石萌音ver.))
6. 一縷(メイキング映像)

32ページのミニ写真集。

## タイアップ
| タイトル               | タイアップ                                                                              | 収録曲                                       |
| ---------------------- | --------------------------------------------------------------------------------------- | -------------------------------------------- |
| ハッピーエンド         | 映画『L♡DK ひとつ屋根の下、「スキ」がふたつ。』主題歌                                   | 配信シングル「ハッピーエンド」 アルバム『i』 |
| 一縷                   | 映画『楽園』主題歌                                                                      | 配信シングル「一縷」                         |
| From The Seeds         | アニメ『7SEEDS』第2期オープニングテーマ                                                 | 配信シングル「From The Seeds」               |
| 夜明けをくちずさめたら | 『NHKみんなのうた』2020年4月 - 5月オンエア曲 ミュージカル『リトル・ゾンビガール』主題歌 | 配信シングル「夜明けをくちずさめたら」       |
| 白い泥                 | アニメ『メジャーセカンド』第2シリーズオープニングテーマ                                 | アルバム「note」                             |